# Орден «Железный крест» (Украинская Народная Республика)
Железный крест за зимний поход и бои (укр. Залізний хрест за зимовий похід і бої) — боевой орден армии Украинской Народной Республики, утверждённый Симоном Петлюрой 19 октября 1920 года. Единственный из проектов такого рода, который удалось воплотить в жизнь. Им награждались участники Первого зимнего похода Армии УНР. Награждённые именовались «Рыцарями Ордена Железного креста».
«Железный крест» разрабатывало персональное управление генштаба генерал-хорунжего А. Удовиченко. Известны два проекта награды: первый, автором которого был Ю. Буцманюк, и проект Красноперова (воплощенный в жизнь).

## Описание
«Железный крест» покрыт чёрной краской, с золотистыми каемками. На лицевой стороне - четырёхугольная звезда, в центре которой размещен медальон с золотистым Тризубом на голубом фоне. На оборотной стороне надпись на украинском:  «6.12.1919 — За зимовий похід і бої — 6.5.1920» и номер ордена.
Размеры большого креста — 43×43 мм. Ширина ленты — 35 мм. Размеры миниатюры — 17×17 мм. Ширина ленты 12 мм. Знаки ордена изготовлены в Варшаве в марте-апреле 1921 года.

## В эмиграции
По инициативе Александра Загродского, 8 марта 1958 года Председателем эмиграционной Украинской Национальной Рады Иваном Багряным «Железный Крест» был провозглашён общим постоянным орденом всей «армии УНР» - чтобы со смертью последнего рыцаря орден не угас.

## Галерея

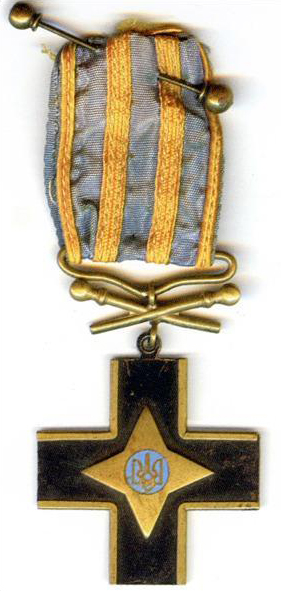
Железный Крест с колодкой
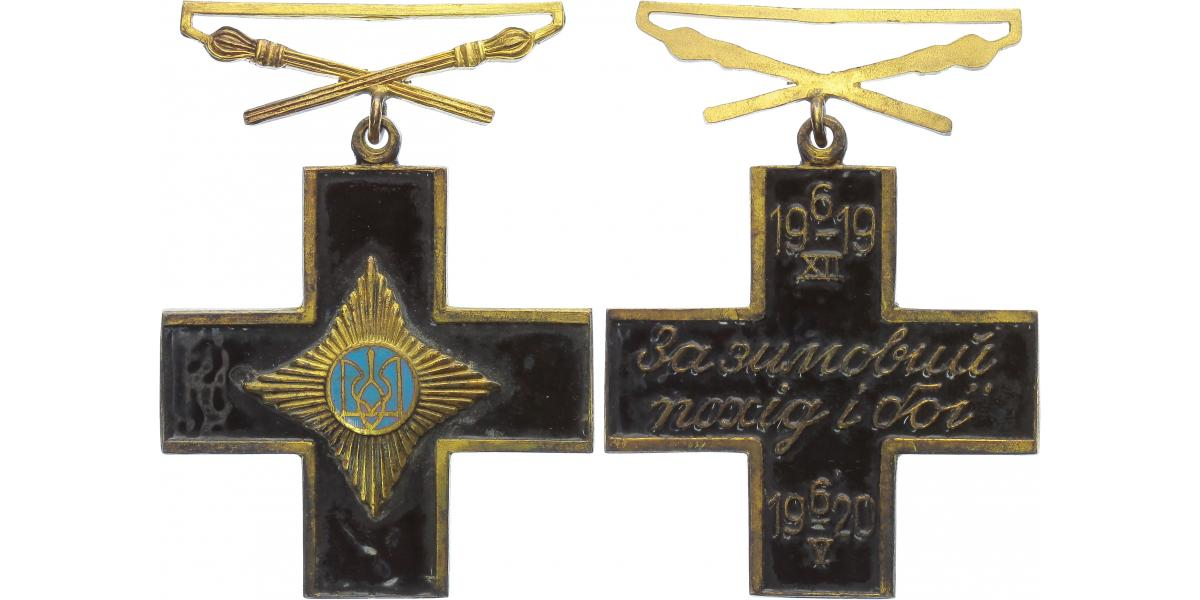
Железный Крест (аверс и реверс)
Железный Крест (аверс увеличено)
Железный Крест (реверс  увеличено)
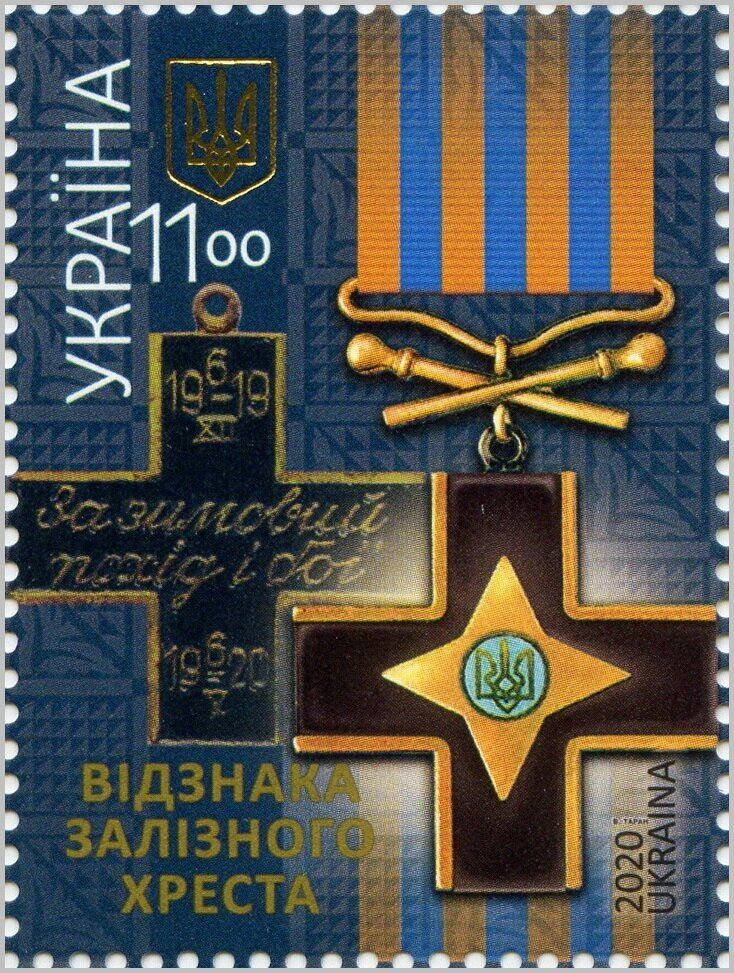
Почтовая марка Украины, 2020 год